# Ryan Jardine
Ryan Jardine (* 15. März 1980 in Carleton Place, Ontario) ist ein ehemaliger kanadischer Eishockeyspieler, der zuletzt bei den Cornwall River Kings in der Ligue Nord-Américaine de Hockey unter Vertrag stand.

## Karriere
Jardine begann seine Karriere in der Saison 1996/97 bei den Kanata Stallions in der Juniorenliga Canadian Junior Hockey League. Ab der Saison 1997/98 spielte der Stürmer für drei Spielzeiten bei den Sault Ste. Marie Greyhounds in der Ontario Hockey League. In der Saison 2000/01 machte er 77 Spiele in der American Hockey League für Louisville Panthers, ehe er in der darauffolgenden Saison seine einzigen 8 Spiele in der National Hockey League für die Florida Panthers absolvierte, die ihn 1998 im Rahmen des NHL Drafts gedraftet hatten. Den Rest der laufenden Spielzeit verbrachte der Kanadier bei den Utah Grizzlies in der AHL, danach wechselte er zum Ligakonkurrenten San Antonio Rampage und ging dort bis zum Ende der Saison 2004/05 auf das Eis.
Kurz nach Beginn der Saison 2005/06 wechselte er nach Europa und stand für ein Jahr bei den Hamburg Freezers in der Deutschen Eishockey Liga unter Vertrag. Anschließend ging der Linksschütze nach Schweden zum SHL-Klub Mora IK, ehe er in der Saison 2007/08 zunächst für 27 Partien bei Olimpija Ljubljana in der Österreichischen Eishockey-Liga spielte und ab Dezember 2007 in Italien beim HC Bozen in der Serie A anheuerte.
Nach zwei weiteren Spielzeiten bei Bozen mit insgesamt 83 Scorerpunkten in 98 Partien wechselte Jardine zurück in die USA zum CHL-Team Missouri Mavericks. In der Saison 2011/12 bestritt er zwei Partien für den norwegischen Klub Lørenskog IK, ehe der Angreifer zurück zu seinem vorherigen Verein nach Missouri ging. Nach 145 Spielen für die Mavericks als Assistenz-Kapitän verließ Jardine das Team im Sommer 2013 und spielte die folgende Spielzeit bei den Cornwall River Kings in der Ligue Nord-Américaine de Hockey.

## Erfolge und Auszeichnungen
- 1998 OHL First All-Rookie Team
- 2008 Meister in der Serie A mit dem HC Bozen
- 2008 Supercupsieger in der Serie A mit dem HC Bozen
- 2009 Pokalsieger in der Serie A mit dem HC Bozen
- 2009 Meister in der Serie A mit dem HC Bozen